# Liste der Einträge im National Register of Historic Places im Webster County (Iowa)

Lage des Webster County in Iowa

Die Liste der Einträge im National Register of Historic Places im Webster County in Iowa führt die Bauwerke und historischen Stätten im Webster County auf, die in das National Register of Historic Places aufgenommen wurden.

## Legende
| NRHP | Historic Place    |
| HD   | Historic District |

## Aktuelle Einträge
| [ 2 ] | Name                                                                     | Bild                                                                     | Eintragsdatum        | Lage | Ort                         | Beschreibung                                                                                               |
| ----- | ------------------------------------------------------------------------ | ------------------------------------------------------------------------ | -------------------- | --- | --------------------------- | --- |
| 1     | Lorenzo S. Coffin Burial Plot                                            | Lorenzo S. Coffin Burial Plot                                            | 1977 ID-Nr. 77000566 | Kelly Avenue 42° 31′ 40″ N, 94° 14′ 26″ W                                                                   | nordwestlich von Fort Dodge | Begräbnisstätte des Siedlers Lorenzo S. Coffin und seiner Familie                                          |
| 2     | Corpus Christi Church                                                    | Corpus Christi Church                                                    | 1976 ID-Nr. 76000812 | 416 North 8th Street 42° 30′ 31″ N, 94° 11′ 20″ W                                                           | Fort Dodge                  | 1881–1882 im neuromanischen Stil errichtete katholische Kirche                                             |
| 3     | Dolliver Memorial State Park, Entrance Area (Area A)                     | Dolliver Memorial State Park, Entrance Area (Area A)                     | 1990 ID-Nr. 90001684 | Dolliver Park Avenue 42° 24′ 6″ N, 94° 4′ 56″ W                                                             | nordwestlich von Lehigh     | 1934 errichteter Nordeingang des State Parks                                                               |
| 4     | Dolliver Memorial State Park, Picnic, Hiking & Maintenance Area (Area B) | Dolliver Memorial State Park, Picnic, Hiking & Maintenance Area (Area B) | 1990 ID-Nr. 90001685 | Dolliver Park Avenue 42° 23′ 13″ N, 94° 4′ 53″ W                                                            | nordwestlich von Lehigh     | 1933 angelegte Parkanlagen                                                                                 |
| 5     | First National Bank Building                                             | First National Bank Building                                             | 2003 ID-Nr. 03000061 | 629 Central Avenue 42° 30′ 17″ N, 94° 11′ 19″ W                                                             | Fort Dodge                  | 1907–1908 errichtetes Bürogebäude                                                                          |
| 6     | Fort Dodge Downtown Historic District                                    | Fort Dodge Downtown Historic District                                    | 2010 ID-Nr. 10000918 | 1st Avenue North, Central Avenue, 1st Avenue South, 3rd Street und 12th Street 42° 30′ 18″ N, 94° 11′ 15″ W | Fort Dodge                  | Historische Innenstadt von Fort Dodge                                                                      |
| 7     | Oak Hill Historic District                                               | Oak Hill Historic District                                               | 1977 ID-Nr. 77000567 | 8th-12th Street sowie 2nd Avenue und 3rd Avenue 42° 30′ 20″ N, 94° 11′ 11″ W                                | Fort Dodge                  | Viertel mit 17 im viktorianischen Stil errichteten Wohnhäusern im Osten von Fort Dodge                     |
| 8     | Oakland Cemetery                                                         | Oakland Cemetery                                                         | 2000 ID-Nr. 00000984 | 1600 North 15th Street 42° 30′ 45″ N, 94° 10′ 47″ W                                                         | Fort Dodge                  | 1859 angelegter Friedhof                                                                                   |
| 9     | Oleson Park Music Pavilion                                               | Oleson Park Music Pavilion                                               | 2003 ID-Nr. 03000357 | 1400 Oleson Park Avenue 42° 29′ 20″ N, 94° 10′ 20″ W                                                        | Fort Dodge                  | 1938 nach einem Entwurf des Architekten Henry L. Kamphoefner im Stil der Moderne errichteter Musikpavillon |
| 10    | Vincent House                                                            | Vincent House                                                            | 1973 ID-Nr. 73000743 | 824 3rd Avenue, South 42° 30′ 10″ N, 94° 11′ 1″ W                                                           | Fort Dodge                  | 1871 errichtetes Wohnhaus                                                                                  |
| 11    | Wahkonsa Hotel                                                           | Wahkonsa Hotel                                                           | 2008 ID-Nr. 08000443 | 927 Central Avenue 42° 30′ 19,2″ N, 94° 11′ 8,7″ W                                                          | Fort Dodge                  | 1910 im Stil der Neorenaissance errichtetes Hotel                                                          |
| 12    | Webster County Courthouse                                                | Webster County Courthouse                                                | 1981 ID-Nr. 81000274 | 701 Central Avenue 42° 30′ 17″ N, 94° 11′ 17″ W                                                             | Fort Dodge                  | 1902 im Beaux-Arts-Stil errichtetes Justiz- und Verwaltungsgebäude des Webster County                      |

## Frühere Einträge
| [ 2 ] | Name                                                          | Bild | Eintragsdatum        | Lage                                                            | Ort        | Beschreibung |
| ----- | ------------------------------------------------------------- | ---- | -------------------- | --------------------------------------------------------------- | ---------- | --- |
| 1     | Illinois Central Freight House and Office Building-Fort Dodge |      | 1990 ID-Nr. 90001306 | 4th Street Ecke 4th Avenue, South 42° 30′ 9,9″ N, 94° 11′ 49″ W | Fort Dodge | Stelle des früheren Lager- und Bürohauses der damaligen Illinois Central; nach dem Abriss im Jahr 2003 aus dem Register gestrichen |
| 2     | Illinois Central Passenger Depot--Fort Dodge                  |      | 1990 ID-Nr. 90001307 | 4th Street Ecke 4th Avenue, South 42° 30′ 9,9″ N, 94° 11′ 49″ W | Fort Dodge | Stelle des früheren Bahnhofes der damaligen Illinois Central; nach dem Abriss im Jahr 2003 aus dem Register gestrichen             |